# Panglossianismus
Die Idee des Panglossianismus geht davon aus, dass sich die Welt als solche und ihre Systeme mit einem gewissen Determinismus zum bestmöglichen Zustand hin entwickeln.
Panglossianismus unterstellt einen absoluten Funktionalismus, dem zufolge ausnahmslos alles einen bestimmten Zweck erfüllt.
Die Erklärungsansätze und Theorien der Soziobiologie und Evolutionspsychologie werden von Kritikern dem Panglossianismus zugeordnet.
Der Begriff geht auf Voltaires Figur Pangloss in der Satire Candide, ou l’Optimisme (1759) zurück.  Die Figur sieht sich als Schüler des Leibniz’schen Optimismus. Allerdings erscheint dieser Optimismus in Voltaires Satire absurd und ungerechtfertigt in Anbetracht zahlloser Unglücke.